# Ludivine Henrion
Ludivine Henrion, née le 23 janvier 1984 à Namur, est une coureuse cycliste belge à la retraite qui a remporté à deux reprises le Championnat de Belgique sur route.

## Biographie
Elle est née dans une famille de cyclistes, dans laquelle son père lui a communiqué sa passion, ainsi qu'à ses deux frères Jonathan et Sven. Dans ses premières années, elle pratique le football féminin. À huit ans, elle se tourne cependant vers le cyclisme. Elle dispose de qualité naturelle au sprint. Après des études en éducation physique, elle s'est consacrée à sa carrière cycliste pour obtenir deux titres de Championne de Belgique sur route en 2007 et 2009.
Durant sa carrière, elle participe neuf fois au Trophée d'Or : de 2003 à 2011 sans interruption. En 2004, elle y gagne le prologue par équipes, ainsi que la sixième étape. L'année suivante, elle remporte la deuxième étape. En 2007, elle est deuxième de la troisième étape, devancée de justesse par Giorgia Bronzini. En 2008, elle y remporte le classement de la montagne. Enfin, l'année suivante, elle est septième du classement général. Elle participe en 2012 aux Jeux olympiques.
Elle a mis fin à sa carrière à la fin de 2012 à la suite de soucis physiques à répétition. Une course est organisée pour l'occasion à Corswaren. Elle la remporte devant Marianne Vos.
Elle partage sa vie avec le coureur namurois Olivier Kaisen. 
D'un tempérament jovial et communicatif, elle est unanimement appréciée dans le peloton. Sa motivation fluctue selon son moral d'après ses proches et Emma Johansson.

## Palmarès
- 2002
  -  Championne de Belgique sur route juniors
  - Tour de Charente-Maritime :
    - Classement général
    - 1 étape
- 2003
  - Tour de Charente-Maritime :
    - Classement général
    - 1re étape
- 2004
  - Prologue (clm par équipes) et 6e étape du Trophée d'Or féminin
- 2005
  - 2e étape du Trophée d'Or féminin
- 2006
  -  Médaillée de bronze du championnat du monde universitaire sur route
- 2007
  -  Championne de Belgique sur route
  - 2e du championnat de Belgique du contre-la-montre
- 2008
  - Grand Prix de France International Féminin
- 2009
  -  Championne de Belgique sur route
- 2011
  - 3e de Halle-Buizingen
  - 3e du championnat de Belgique du contre-la-montre
  - 8e du championnat du monde sur route
  - 8e du Tour des Flandres (Cdm)
- 2012
  - 2e du championnat de Belgique sur route